# آنتسیاتسیاکا
آنتسیاتسیاکا (به لاتین: Antsiatsiaka) یک منطقهٔ مسکونی در ماداگاسکار است که در آنالانجیروفو واقع شده‌است. آنتسیاتسیاکا ۲۷٬۰۰۰ نفر جمعیت دارد و ۴۳۱ متر بالاتر از سطح دریا واقع شده‌است.